# فريدريش ويبر (عالم)
فريدريش ويبر (بالألمانية: Friedrich Weber)‏ (و. 1781 – 1823 م) هو عالم حشرات، وعالم طبيعة، وعالم قشريات، وعالم نبات ألماني، ولد في كيل، توفي في كيل، عن عمر يناهز 42 عاماً.